# Осипов, Александр Анатольевич
О́сипов Алекса́ндр Анато́льевич (род. 1960 г.) — художник по костюмам российского кино, художник-постановщик, дважды лауреат премии «Ника».

## Биография
В 1980 г. окончил художественно-постановочный факультет Московского театрального художественно-технического училища по специальности «Художник-модельер, художник по костюмам». Работал ассистентом художника по костюмам на киностудии им. Горького, с 1985 г. — художник по костюмам. С 1988 г. также работает в рекламе и шоу-бизнесе.

## Фильмография
Художник по костюмам
- 1987 — «Визит к Минотавру» (телесериал)
- 1989 — «Вход в лабиринт» (телефильм)
- 1990 — «Сестрички либерти»
- 1991 — «Люк»
- 1991 — «Шальная баба»
- 1992 — «Убийство на „Ждановской“»
- 1993 — «Мечты идиота» (Россия/Франция) (Премия "Ника" за лучшую работу художника по костюмам, 1994)
- 1994 — «Подмосковные вечера»
- 1994 — «Письма в прошлую жизнь»
- 1995 — «Сети рэкета»
- 1997 — «Страна глухих»
- 1998 — «Му-му»
- 1999 — «Поклонник»
- 2001 — «Коллекционер»
- 2001 — «Подари мне лунный свет» — совместно с Л. Юрьевой
- 2002 — «Апрель»
- 2006 — «Точка»
- 2007 — «Тиски»
- 2008 — «Стиляги» (Премия "Ника" за лучшую работу художника по костюмам, 2009)
- 2013 — «Параллельные миры»
- 2015 — «А зори здесь тихие…»
- 2016 — «Садовое кольцо» (телесериал)
- 2017 — «Оптимисты» (телесериал)
- 2022 — «Никто не узнает» (телесериал)

Художник-постановщик
- 1994 — «Подмосковные вечера» (Россия/Франция)
- 2012 — «Моя безумная семья!»
- 2012 — «Стальная бабочка»
- 2012 — «Разговор»
- 2013 — «Невидимки»
- 2015 — «Однажды»
- 2016 — «Чистое искусство»
- 2017 — «Большой»
- 2018 — «Ван Гоги»
- 2019 — «Одесса»
- 2020 — «Гипноз»

## Награды
Премии «Ника» за лучшую работу художника по костюмам:
- 1993 — Премия Ника
- 2008 — Премия Ника
- 1994 — Приз Зеленое яблоко — золотой листок